# Tharoiseau
Tharoiseau är en kommun i departementet Yonne i regionen Bourgogne-Franche-Comté i norra Frankrike. Kommunen ligger i kantonen Vézelay som tillhör arrondissementet Avallon. År 2022 hade Tharoiseau 62 invånare.

## Befolkningsutveckling
Antalet invånare i kommunen Tharoiseau
| Referens: INSEE |